# Ibrahim Naber
Ibrahim Naber (* November 1991 in Tübingen) ist ein deutscher Journalist und Kriegsreporter. Er ist Chefreporter bei Welt und arbeitet sowohl für den TV-Sender als auch für die Tageszeitung des Medienhauses.

## Leben
Naber wuchs als Sohn eines Jordaniers und einer Deutschen in Tübingen auf. Seine ersten Artikel verfasste er im Jugendalter beim Schwäbischen Tagblatt. Er studierte in Bamberg (Politik, Kommunikation und Slawistik) und später am King’s College London (International Relations & War). Ab 2015 absolvierte er eine Redakteursausbildung an der Axel-Springer-Akademie in Berlin. Im Anschluss war er Teil des Investigativteams der „Welt“, wo er die Themen Sicherheit und Terrorismus abdeckte. Als freier Reporter arbeitete er für ZDF, ARD und NZZ. 2021 erhielt Naber ein Arthur F. Burns Fellowship, im Rahmen dessen er als Korrespondent in den USA tätig war.
Seit Beginn des russischen Angriffskrieges in der Ukraine 2022 berichtet Naber aus den Frontgebieten. 2024 erschien seine TV-Dokumentation Leben und Sterben für die Ukraine – Bachmut. Im Oktober 2023 berichtete Naber mehrere Wochen aus dem Libanon über die Kämpfe an der Grenze zu Israel.

## Auszeichnungen
Das Medium Magazin zeichnete Naber im Jahr 2020 als einen der Top-30-Journalisten bis 30 Jahre in Deutschland aus. 2022 erhielt Naber den Arthur F. Burns Preis für die TV-Dokumentation (ARD) und das Titelthema (WELT) zum Sturm auf das US-Kapitol.